# Julius Lehrmann
Ole Julius Hansen Lehrmann (ur. 23 października 1885 w Jordløse, zm. 28 października 1962 w Ringe) – duński strzelec, olimpijczyk.
Wziął udział w Letnich Igrzyskach Olimpijskich 1936. Wystąpił w pistolecie dowolnym z 50 m, w którym zajął 22. miejsce.

## Wyniki

### Igrzyska olimpijskie
| Igrzyska    | Konkurencja            | Wynik                        | Miejsce | Źródło |
| ----------- | ---------------------- | ---------------------------- | ------- | ------ |
| Berlin 1936 | Pistolet dowolny, 50 m | 518 pkt. (81–86–91–88–84–88) | 22      | [ 1 ]  |